# Tuzigoot National Monument
Le Tuzigoot National Monument est une aire protégée dans le comté de Yavapai, en Arizona. Il protège le Tuzigoot Pueblo, ruines constituées de maisons indiennes de deux ou trois étages située sur le sommet d'une corniche en calcaire et en grès, 35 mètres au-dessus du lit de la Verde River.
Tuzigoot signifie en apache « eau tordue ». Historiquement, il a été construit par les Sinaguas entre 1125 et 1400.
Le site et son musée – le Tuzigoot Museum – ont été offerts par des citoyens activistes au gouvernement des États-Unis. Il a été désigné monument national américain le 25 juillet 1939 par Franklin D. Roosevelt.